# Сибиркин, Анатолий Алексеевич
Анатолий Алексеевич Сибиркин (1907—1970) — советский промышленный деятель, директор ряда заводов, Герой Социалистического Труда (1966).

## Биография
Родился 30 июня 1907 года в Москве.
Окончил Моск. механический техникум (1929)
Трудовую деятельность начал в 1929 году чертёжником-конструктором в «Текстильстрое». В системе авиационной промышленности работал с 1930 года на инженерно-технических и руководящих должностях. В 1941 году окончил Всесоюзную промышленную академию. В декабре 1945 года приказом Министра авиационной промышленности СССР назначен директором предприятия в Омске (ныне ОАО «ОМСКАГРЕГАТ»). В 1955 году Сибиркин был переведён в Казань на моторостроительный завод.
В 1955—1960 годах был директором завода № 16 Министерства авиационной промышленности СССР (ныне КМПО). В 1960—1963 годах — первым заместителем председателя Татарского совнархоза. Затем вернулся на завод и до 1967 года возглавлял его. За время его работы на моторостроительном заводе велись работы по повышению экономичности и надежности двигателей НК-8 и РТ-3М; в сотрудничестве с ОКБ-16 в эти годы были созданы и освоены в серийном производстве новые двигатели АМ-3 и АМ-27 к самолётам Ту-16 и Ту-104.
А. А. Сибиркин занимался общественной деятельностью — избирался депутатом Верховного Совета Татарской АССР, был членом Казанского городского и Татарского областного комитетов КПСС, депутатом Казанского городского совета депутатов трудящихся.
В 1967—1970 гг. преподавал в Казанском авиационном институте. Умер в октябре 1970 года.

## Награды
- 22 июля 1966 года А. А. Сибиркину было присвоено звание Героя Социалистического Труда с вручением ордена Ленина.
- Был также награждён вторым орденом Ленина, орденами Отечественной войны II степени, Трудового Красного Знамени и Красной Звезды, многими медалями.
- Заслуженный деятель науки и техники Татарской АССР.

## Адреса
- 1969: Казань, улица 4-я Союзная, 71[2].